# 3 von oben
3 von oben: Geschichten aus Arcadia (Originaltitel: 3Below: Tales of Arcadia) ist eine US-amerikanische Animationsserie aus den Jahren 2018 bis 2019, die von DreamWorks Animation für den Video-on-Demand-Dienst Netflix produziert wurde. Die Serie ist, nach der Serie Trolljäger (2016–2018), der zweite Teil des von Guillermo del Toro geschaffenen Serienuniversums Geschichten aus Arcadia und wird mit der Serie Die Zauberer (2020) fortgeführt. Im Jahr 2021 folgte mit Trolljäger: Das Erwachen der Titanen noch ein Film, der alle drei Serien zusammenführt und das Serienuniversum abschließt. Inhaltlich spielt die erste Staffel von 3 von oben zur selben Zeit wie die dritte Staffel von Trolljäger.

## Handlung

### Staffel 1
Als der Planet Akiridion-5, dem Zuhause einer außerirdischen Lebensform, am Krönungstag der beiden Thronfolger Aja und Krel Tarron plötzlich von dem ehemaligen General Morando angegriffen wird, und ihre Eltern, Königin Coranda und König Fialkov, erfolglos versuchen ihn aufzuhalten, müssen sich Aja und Krel schnell in Sicherheit begeben. Zusammen mit Varvatos Vex, dem Beschützer der königlichen Familie, gelingt ihnen mit ihrem Raumschiff, genannt „Mutter“, die Flucht und schließlich eine Bruchlandung auf der Erde – genauer gesagt in der Stadt Arcadia.
Dort angekommen, müssen sich Aja, Krel und Varvatos der menschlichen Lebensweise anpassen, um ihre wahre Identität geheim zu halten, während sie versuchen, ihr Raumschiff zu reparieren, um wieder zu ihrem Heimatplaneten zurückkehren zu können.
Morando, der nun Akiridion-5 unter seiner Kontrolle hält, sendet in der Zwischenzeit Kopfgeldjäger aus, die Aja und Krel aufspüren und töten sollen, sowie die Lebenskerne der Königin und des Königs an Morando überbringen sollen.

### Staffel 2
Da es den Kopfgeldjägern nicht gelungen ist, ihre Mission zu erfüllen und die Hoffnung auf eine Rückkehr der Tarrons in der Bevölkerung von Akiridion-5 nicht schwindet, beschließt Morando, sich nun persönlich auf den Weg zur Erde zu machen. Als er dann noch erfährt, dass sich Gallens Kern, ein äußerst mächtiger Lebenskern, auf der Erde befindet, liegt seine Priorität nun darin, diesen Lebenskern zu finden, um anschließend das gesamte Universum unter seine Kontrolle zu bringen.
Mit Hilfe von Oberst Kubritz, der Leiterin der geheimen Militärbasis Area 49-B, gelingt ihm schließlich die zunächst unbemerkte Ankunft auf der Erde. Doch als Aja und Krel von Morandos Plänen erfahren, versuchen nun auch sie das Versteck von Gallens Kern aufzusuchen und Morando aufzuhalten.

## Charaktere
- Königin Coranda und König Fialkov Tarron sind die Eltern von Aja und Krel und die königlichen Anführer von Akiridion-5. Beim Überfall durch General Morando ziehen sich ihre Körper in ihre Lebenskerne zurück. Am Ende der zweiten Staffel, als ihre Körper gerade wieder vollständig regeneriert waren, opfern sie ihre eigenen Lebenskerne, um Morando endgültig zu besiegen.
- Aja Tarron ist die Protagonistin der Serie und Prinzessin von Akiridion-5. Sie ist extrovertiert, freundlich, lebhaft und abenteuerlustig und sieht sich daher selbst oft nicht als Teil des königlichen Palasts. Nach dem Überfall durch Morando fühlt sie sich jedoch schuldig und möchte zur Kriegerin ausgebildet werden, um ihre Familie zu beschützen und ihren Planeten von der Herrschaft durch Morando zu befreien. Auf der Erde zeigt sie sich fasziniert von den Menschen und deren Lebensweise. Nachdem Morando besiegt ist, kehrt sie als alleinige Königin nach Akiridion-5 zurück.
- Krel Tarron ist der Zwillingsbruder von Aja, Protagonist der Serie und Prinz von Akiridion-5. Er ist eher introvertiert und nachdenklich. Mit Hilfe seines technischen und mathematischen Verständnisses ist er in der Lage, verschiedene hochkomplexe Technologien zu entwickeln. Zudem ist er auch sehr musikalisch. Er entscheidet sich am Ende der zweiten Staffel, auf der Erde bei seinen neuen Freunden zu bleiben.
- Varvatos Vex ist ein mutiger und selbstloser Krieger und der Beschützer der königlichen Familie. Nachdem er zusammen mit Aja und Krel auf die Erde geflohen ist, fühlt er sich für sie verantwortlich und tut alles, um sie vor jeglichem Bösen zu beschützen.
- Zadra ist eine mutige Kriegerin, die, nach dem Angriff durch Morando, zunächst auf Akiridion-5 bleibt und zusammen mit Izita den „Widerstand“ leitet. Am Ende der ersten Staffel macht sie sich ebenfalls auf den Weg zur Erde, um Aja, Krel und Varvatos aufzusuchen.
- General Val Morando ist der Antagonist der Serie. Er war einst der General der Armee von Akiridion-5, wurde aber verbannt, als er versuchte, den Thron an sich zu reisen. Am Krönungstag von Aja und Krel gelingt es ihm bei einem Überfall, den Planeten unter seine Kontrolle zu bringen. Der Versuch die Königsfamilie Tarron auszulöschen scheitert jedoch, weshalb er verschiedene Kopfgeldjäger anheuert, um sie aufzusuchen und zu töten. In der zweiten Staffel macht auch er sich schließlich auf den Weg zur Erde, um die Tarrons persönlich zu vernichten und um in den Besitz von Gallens Kern, einem Lebenskern mit der Macht eines Gotts, zu gelangen.
- Das Mutterschiff, meist nur „Mutter“ genannt, ist das Raumschiff, mit dem Aja, Krel und Varvatos von Akiridion-5 geflohen sind. Nach der Bruchlandung auf der Erde tarnt sie sich als ein ganz normales vollwertiges Haus. Sie verfügt zudem über eine Stasiskammer, in der sie die Lebenskerne der Königin und des Königs versucht zu regenerieren, und eine Transduktionskammer, mit der sie Aja, Krel und Varvatos in eine menschliche Lebensform verwandeln kann.
- Mom „Lucy“ und Dad „Ricky“ Leer sind sogenannte Leer-Roboter. Sie wurden vom Mutterschiff auf Menschen mit einer fröhlichen Persönlichkeit aus den 1950er-Jahren programmiert und dienen auf der Erde als Ersatzeltern von Aja und Krel.
- Stuart ist ein seit 30 Jahren auf der Erde lebender Alien und Fan des Königshauses Tarron. In seiner als Mensch getarnten Form lebt er in Arcadia und besitzt einen Imbisswagen und einen Elektronikladen.
- Stephan Palchuk ist Schüler an der Arcadia Oaks High. Er ist sportlich und selbstbewusst aber auch etwas stur. Nachdem Aja ihn zur Seite gestoßen hat, als er ihren Bruder Krel bedroht hat, verliebt er sich in sie. Er ist später Ajas Freund und erfährt auch als erster ihre wahre Identität.
- Eli Pepperjack ist ebenfalls Schüler an der Arcadia Oaks High und der beste Freund von Stephan. Er ist intelligent und freundlich aber auch schüchtern und ängstlich. Als Aja zurück nach Akiridion-5 kehrt, begleitet er sie als erster inoffizieller Botschafter der Erde.
- Tobias „Tobi“ Domsalski ist ein Mitschüler von Stephan und Eli und der beste Freund von Jim, dem amtierenden Trolljäger. Er ist freundlich, mutig, selbstbewusst und abenteuerlustig, manchmal aber auch etwas tollpatschig. Als er in der zweiten Staffel die wahre Identität von Aja und Krel erfährt, hilft er ihnen beim Kampf gegen Morando und seinen Kopfgeldjägern.
- Aarghaumont „AAARRRGGHH!!!“ ist ein großer kräftiger freundlicher Troll. Als sich Jim, Klara und Blinky zusammen mit Merlin und vielen weiteren Trollen am Ende der ersten Staffel auf die Suche nach einem neuen Herzstein machen, entscheidet er sich bei Tobi zu bleiben, um gemeinsam mit ihm Arcadia zu beschützen.
- Die Zeron Bruderschaft, bestehend aus Zeron Alpha, Omega und Beta, sind Kopfgeldjäger, die von Morando beauftragt wurden, Aja und Krel zu töten und ihm die Lebenskerne von Königin Coranda und König Fialkov zu besorgen.
- Tronos Madu ist ein Kopfgeldjäger, der Rache am Haus Tarron möchte, nachdem sie ihn bei einem Angriff auf seinen Heimatplaneten Voltar im Stich gelassen haben. Nach seiner Ankunft auf der Erde und einem ersten gescheiterten Versuch, die Tarrons zu töten, wird er zunächst von Oberst Kubritz eingefangen, verbündet sich dann aber mit ihr.
- Oberst Kubritz ist die Leiterin der geheimen Militärbasis Area 49-B, in der außerirdische Lebensformen gefangen gehalten und analysiert werden. Sie versucht mehrmals Aja und Krel gefangen zu nehmen, um an ihre Technologie heranzukommen. Nachdem sie von Morando kontaktiert wird, hilft sie ihm zunächst, damit er unbemerkt auf die Erde kommen kann, und schließt dann einen Pakt mit ihm ab. Als sie in der letzten Folge bemerkt, dass Morando sein Versprechen, die Erde zu verschonen, nicht einhält, versucht sie ihn aufzuhalten, kommt dabei aber selbst ums Leben.

## Produktion und Veröffentlichung
Noch bevor die zweite Staffel der Serie Trolljäger veröffentlicht wurde, gab Guillermo del Toro am 7. November 2017 bekannt, dass die Serie Trolljäger in ein Serienuniversum namens Geschichten aus Arcadia (Originaltitel: Tales of Arcadia) mit zwei weiteren Serien, 3 von oben (3Below) und Die Zauberer (Wizards), erweitert wird.
Die Serie 3 von oben besteht aus zwei Staffeln mit jeweils 13 Episoden und wurde in den Vereinigten Staaten von Double Dare You und DreamWorks Animation im Auftrag von Netflix produziert. Nachdem im Oktober 2018 zunächst ein erster Teaser sowie das Veröffentlichungsdatum der ersten Staffel herausgegeben wurde, erschien die Staffel schließlich am 21. Dezember 2018 auf Netflix. Die Veröffentlichung der zweiten Staffel erfolgte am 12. Juli 2019.

## Synchronisation
Die deutsche Fassung wurde von der Hermes Synchron GmbH mit Sitz in Potsdam produziert. Die Dialogregie führte Tarek Helmy. Das Dialogbuch wurde ebenfalls von Tarek Helmy, sowie bei den ersten drei Episoden zusätzlich von Andreas Pollak, geschrieben.
| Rolle                        | Originalsprecher     | Deutscher Sprecher |
| ---------------------------- | -------------------- | ------------------ |
| Königin Coranda Tarron       | Tatiana Maslany      | Ranja Bonalana     |
| König Fialkov Tarron         | Andy García          | Axel Lutter        |
| Aja Tarron                   | Tatiana Maslany      | Janka Horakova     |
| Krel Tarron                  | Diego Luna           | Moritz Lehmann     |
| Varvatos Vex                 | Nick Offerman        | Tilo Schmitz       |
| Zadra                        | Hayley Atwell        | Katrin Zimmermann  |
| General Val Morando          | Alon Aboutboul       | Ronald Nitschke    |
| Mutterschiff „Mutter“        | Glenn Close          | Daniela Thuar      |
| Mom „Lucy“ Leer              | Cheryl Hines         | Anja Rybiczka      |
| Dad „Ricky“ Leer             | Tom Kenny            | Michael Pan        |
| Stuart                       | Nick Frost           | Marcel Collé       |
| Stephan Palchuk              | Steven Yeun          | Tobias Nath        |
| Eli Pepperjack               | Cole Sand            | Linus Drews        |
| Tobias „Tobi“ Domsalski      | Charlie Saxton       | Dirk Petrick       |
| James „Jim“ Lake Jr.         | Emile Hirsch         | Amadeus Strobl     |
| Klara Nuñez                  | Lexi Medrano         | Lina Rabea Mohr    |
| Aarghaumont „AAARRRGGHH!!!“  | Fred Tatasciore      | Oliver Siebeck     |
| Blinkous „Blinky“ Galadrigal | Kelsey Grammer       | Erich Räuker       |
| Izita                        | Jennifer Hale        | Alexandra Wilcke   |
| Loth Saborian                | Chris Obi            | Santiago Ziesmer   |
| Dr. Muelas                   | Guillermo del Toro   | Uwe Jellinek       |
| Coach Lorenz                 | Thomas F. Wilson     | Dennis Schmidt-Foß |
| Fräulein Lenora Janet        | Laraine Newman       | Silvia Mißbach     |
| Señor Uhl                    | Fred Tatasciore      | Klaus Lochthove    |
| Danni Wolf                   | Yara Shahidi         | Verena Unbehaun    |
| Mia Wang                     | Lauren Tom           | Maria Hönig        |
| Shannon Longhannon           | Bebe Wood            | Lea Faßbender      |
| Seamus Johnson               | Steve Alterman       | Verena Unbehaun    |
| Nancy „Nana“ Domsalski       | Laraine Newman       | Heide Ihlenfeld    |
| Detective Wolf               | Ike Amadi            | Matti Klemm        |
| Mr. Johnson                  | Matthew Waterson     | Lutz Schnell       |
| Jerry                        | Reginald VelJohnson  | Hans Hohlbein      |
| Phil                         | J. B. Smoove         | Roman Kretschmer   |
| Kanjigar                     | James Purefoy        | Marco Kröger       |
| Vendel                       | Victor Raider-Wexler | Kaspar Eichel      |
| Zwinker                      | Rodrigo Blaas        | Jan Christoph Dyck |
| Porgon                       | Brook Chalmers       | Tarek Helmy        |
| Zeron Alpha                  | Darin De Paul        | Milton Welsh       |
| Zeron Omega                  | Ann Dowd             | Anke Reitzenstein  |
| Tronos Madu                  | Danny Trejo          | Sven Fechner       |
| Foo Foo der Zerstörer        | Tom Kenny            | Sven Brieger       |
| Birdie                       | Fiona Shaw           | Katharina Lopinski |
| Magmatron                    | Fred Tatasciore      | Tarek Helmy        |
| Gwendolyn                    | Kathleen Turner      | Judith Steinhäuser |
| Oberst Kubritz               | Uzo Aduba            | Almut Zydra        |
| Sergeant Costas              | Oscar Nuñez          | Heiko Akrap        |
| Douxie                       | Colin O’Donoghue     | Nic Romm           |
| Archie                       | Alfred Molina        | David Nathan       |

## Episodenliste

### Staffel 1
| Nr. (ges.) | Nr. (St.) | Deutscher Titel           | Originaltitel             |
| ---------- | --------- | ------------------------- | ------------------------- |
| 1          | 1         | Terra Incognita: Teil 1   | Terra Incognita, Part One |
| 2          | 2         | Terra Incognita: Teil 2   | Terra Incognita, Part Two |
| 3          | 3         | Reine Kopfsache           | Mind Over Matter          |
| 4          | 4         | Käfer!                    | Beetle Mania              |
| 5          | 5         | Auf Kollisionskurs        | Collision Course          |
| 6          | 6         | Daja-vu                   | D’aja Vu                  |
| 7          | 7         | Papierkram                | Flying the Coop           |
| 8          | 8         | Uneingeladene Gäste       | Party Crashers            |
| 9          | 9         | Ausflüge                  | Lightning in a Bottle     |
| 10         | 10        | Mission in Arcadia        | The Arcadian Job          |
| 11         | 11        | Die Wahrheit              | Truth Be Told             |
| 12         | 12        | Letzte Nacht auf der Erde | Last Night on Earth       |
| 13         | 13        | Ein Omen                  | Bad Omen                  |

### Staffel 2
| Nr. (ges.) | Nr. (St.) | Deutscher Titel              | Originaltitel                            |
| ---------- | --------- | ---------------------------- | ---------------------------------------- |
| 14         | 1         | Der Umzugstag                | Moving Day                               |
| 15         | 2         | Rettungsmission zum Mond     | Moonlight Run                            |
| 16         | 3         | Gemeinsam stark              | Dogfight Days of Summer                  |
| 17         | 4         | Muttertag                    | Mother’s Day                             |
| 18         | 5         | Seuchenalarm                 | Ill Gotten Gains                         |
| 19         | 6         | Die hungrige Gwendolyn       | There’s Something About Gwen (of Gorbon) |
| 20         | 7         | Asteroiden-Wahnsinn          | Asteroid Rage                            |
| 21         | 8         | Luugs großes Abenteuer       | Luug’s Day Out                           |
| 22         | 9         | Der Fall von Haus Tarron     | The Fall of House Tarron                 |
| 23         | 10        | Erinnerungen                 | The Big Sleep                            |
| 24         | 11        | Entscheidung in Trollmarkt   | Race to Trollmarket                      |
| 25         | 12        | Ein glorreiches Ende: Teil 1 | A Glorious End, Part One                 |
| 26         | 13        | Ein glorreiches Ende: Teil 2 | A Glorious End, Part Two                 |

## Auszeichnungen
Die Serie wurde in den Jahren 2019 und 2020 für insgesamt vier Annie Awards sowie vier Daytime Emmy Awards nominiert, gewann jedoch nur den Emmy Award für das Sound Mixing. Des Weiteren gewann die Serie 2020 einen Golden Reel Award in der Kategorie Sound Editing.

## Rezeption
Die Serie wurde größtenteils positiv aufgenommen. Auf Rotten Tomatoes erhielt die erste Staffel einen Audience Score von 100 %. Die zweite Staffel wurde mit 70 % bewertet.